# Cesano Maderno
Cesano Maderno (Cesan Madernu o semplicemente Cesan in dialetto brianzolo e milanese AFI: [tʃeˈzãː (maˈdɛrnu)]) è un comune italiano di 40.243 abitanti della provincia di Monza e della Brianza in Lombardia. È situato sulle colline della valle del Seveso, lungo il percorso della via Nazionale dei Giovi e dei fiumi Seveso e Certesa.

## Geografia fisica
La città dista 19 km da Milano, 11 km da Monza e 20 km a sud di Como. È situato nella bassa Brianza, ai piedi dei primi colli brianzoli. Confina a nord col Comune di Seveso, a nord-ovest con Cogliate, a ovest con Ceriano Laghetto, a Sud con Bovisio-Masciago, ad est con Desio e a nord-est con Seregno. Diviso a metà dal fiume Seveso, separatore che disegna il confine ovest della Brianza, si trova anche la foce del torrente Certesa, che da Montorfano nascendo come “Terrò”, scende passando per le città brianzole di Cantù, Mariano Comense, Meda e Seveso.
Presenta un’altitudine che varia da 191 a 236 m s.l.m., con centro a 205 m. La parte occidentale del paese è sopraelevata di circa 20 m a causa della presenza del pianalto delle Groane, mentre la parte centrale è lievemente scavata di 5–10 m dal Seveso, creando così l’ultimo scorcio di valle, per poi perdersi completamente nella pianura a Varedo. Infine la parte orientale fa parte dell'alta pianura (pianura più permeabile rispetto a quella bassa, cui l’acqua scende per decine di metri sottoterra fino a incontrare uno strato impermeabile che la farà riaffiorare in risorgive a Milano e provincia), con un’inclinazione graduale di 7–8 m per chilometro verso nord-ovest.

### Idrografia
Al centro del comune vi è presente da nord a sud il fiume Seveso, il corso d'acqua più importante del paese. Qui finisce la porzione collinare del torrente dove riceve dalla sua sinistra il torrente Certesa all'estremo nord del paese, in prossimità della nuova stazione, da cui è possibile vedere la foce dall'alto. Questa intersezione va a creare una sorta di "isola" di Cesano.
Sulla porzione occidentale, trova fine anche il torrente Comasinella che, sorgendo da Lentate sul terrazzo delle Groane, ondula sin dalla sua nascita tutto il pianalto, fino a che, a Cesano, il quale ne s'incassa in una profonda valle prende la roggia di villa Dho alla sua sinistra e infine si apre le porte verso la pianura. Uscito dall'altopiano, inizia per il torrente la porzione interrata, scorrendo a lato della statale dei Giovi fino all'incrocio con via Battisti, il quale con una decisa curva a sinistra, finisce il suo corso immettendosi nel Seveso. La foce e il suo alveo artificiale sono visibili dal ponte di via Cavour.
Infine l'ultimo torrente d'importante rilevanza è il Garbogera, situato all'estremo ovest del comune, sempre sull'altopiano. La sorgente è sempre sita nel comune di Lentate e passando per Barlassina e Seveso, entra a Cesano attraverso i boschi del Parco delle Groane, dopo aver attraversato la Seregno-Ceriano con un tunnel sottostante, trova sulla sua via altri torrentelli e dei prati. Dalla via Groane si può proprio notare come questi formino proprio il terreno, ondulandolo dolcemente. Infine inizierà una parte interrata che passa sotto la zona industriale di Cesano e Ceriano fino alla ferrovia, da dove riprenderà aria continuando verso sud entrando così a Bovisio.
Gli unici specchi d'acqua presenti sono gli stagni dell'Oasi Lipu, ricchi di biodiversità che garantisce la vita a numerosi animali e piante in un territorio molto urbanizzato tra Milano e Como. Essi sono laghetti d'origine artificiali, riempiti dalle vecchie cave d'argilla, presenti su tutto il territorio. Altri esempi sono il Lago azzurro a Lentate e i laghetti della Cascina Mordina a Mariano.

## Origini del nome
Il nome della città proviene probabilmente dal nome proprio Cisius, mentre per quanto riguarda la seconda parte del nome deriva quasi certamente da Maternus, per indicare la trasmissione ereditaria del centro urbano per linea materna.

## Storia
In età medievale la zona era soggetta alle monache del Monastero d'Aurona di Milano, che chiedevano tributi periodici ai Cesanesi, che però erano molte volte restii a cedere il proprio raccolto alle Monache. Questa situazione culminò nella rivolta dei Cesanesi del 1228 sotto la guida di Domenico Dall'Acqua, che rase al suolo tutte le torri cittadine, le mura e il fossato. L'unica torre sopravvissuta alla furia dei rivoltosi è il Torrazzo. La rivolta venne rapidamente sedata dalle truppe milanesi chiamate dalle Monache per ristabilire la loro sovranità su Cesano.
Ad inizio XVI secolo la zona venne infeudata ad Antonio Carcassola, che la vendette a Bartolomeo Arese nel 1538. Da allora la città fu legata alla nobile famiglia Milanese, fino a quando la famiglia divenne Borromeo-Arese, in seguito al matrimonio di Giulia Arese e Renato Borromeo, governò il feudo. Napoleone Bonaparte sottrasse la città ai nobili e ne fece parte della Repubblica Cisalpina e poi del Regno di Italia. Nel 1861 la città divenne parte del Regno d'Italia.
Nel 1869 assorbì per Regio Decreto il Comune di Binzago che comprendeva le frazioni di Binzago e Cascina Gaeta, come pure il Comune della Cassina Savina che aveva fatto parte per secoli e secoli della parrocchia di Seregno nel feudo di Desio. Dal 1874 a Cesano si è tenuta una fiera quindicinale del mobile e poi una fiera semestrale che esponeva i prodotti dell'artigianato del mobile locale, per i quali la città è rinomata. La città crebbe in maniera considerevole grazie alla presenza di numerose industrie, quali la Snia Viscosa, che costruì il quartiere Villaggio Snia per i propri operai.
La città deve il suo attuale incremento demografico all'immigrazione degli anni Cinquanta e Sessanta dal Nordest e Meridione d'Italia.
Il 10 luglio 1976, il comune di Cesano, assieme a quelli di Seveso, Meda e Desio, ha vissuto la tragedia che il disastro di Seveso portò su quei territori.
Nell'arco di tempo 2004-2009, la città cambiò di provincia da quella di Milano a quella appena istituita di Monza e della Brianza, cambiando, nel 2010, CAP, da 20031 a 20811.

### Simboli
Lo stemma comunale è stato concesso con il regio decreto dell'11 febbraio 1929.
Le figure che compongono lo stemma sono probabilmente riprese dai blasoni di due nobili e antiche famiglie: le due ali dallo stemma della famiglia Arese; la corona all'antica dallo stemma della famiglia Arese Borromeo. Il castello diroccato deriva dall'antica esistenza, sul territorio, di una costruzione fortificata, testimoniata ancor oggi dalla presenza in città di un torrazzo, situato a lato del Palazzo Arese Borromeo.
Il gonfalone, concesso con regio decreto del 6 marzo 1939, è un drappo di bianco bordato di rosso.
La bandiera comunale è un drappo partito di bianco e di rosso, il bianco caricato dello stemma comunale.

## Monumenti e luoghi d'interesse

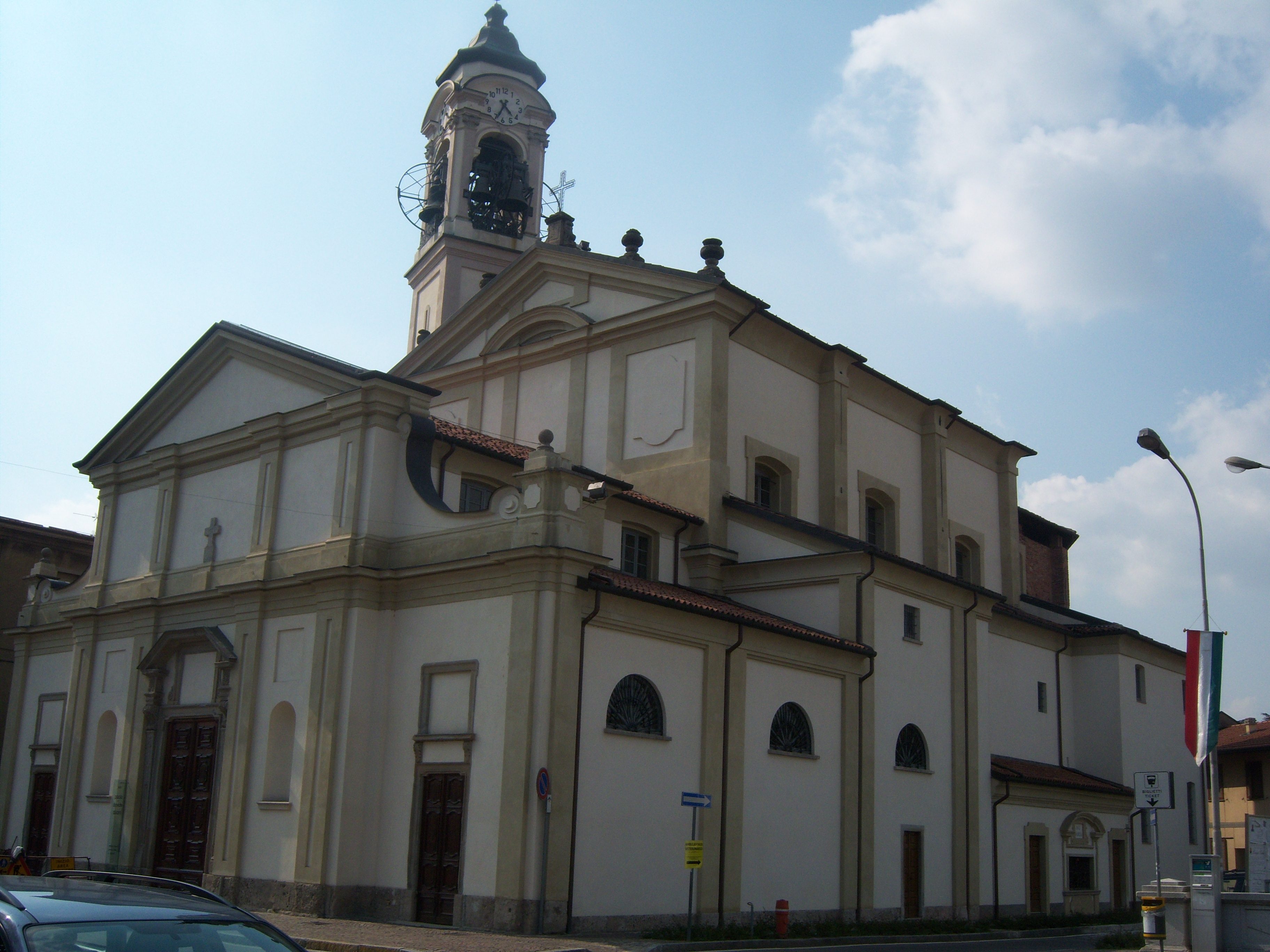
Antica Chiesa di Santo Stefano

### Architetture religiose
- Chiesa parrocchiale di Santo Stefano Protomartire
- Antica chiesa di Santo Stefano
- Chiesa di Santa Maria della Frasca
- Chiesa della Beata Vergine del Transito
- chiesa di Santo Bernardo
- Chiesa Parrocchiale dei Santi Ambrogio e Carlo
- Santuario di Santa Maria delle grazie

### Architetture civili
- Palazzo Arese Borromeo, avviato nella sua costruzione dopo il 1618 come residenza nobiliare suburbana, fu fatto terminare fra il 1660 ed il 1670 dall'allora Presidente del Senato di Milano, il Conte Bartolomeo Arese. Il salone d'onore conserva affreschi di scuola lombarda (Ercole Procaccini il Giovane, Giuseppe Nuvolone, Montalto, Giovanni Ghisolfi e Antonio Busca), coevi alla costruzione. Di proprietà dell'Amministrazione, ha ospitato la facoltà di Filosofia dell'Università Vita e Salute San Raffaele.

- Palazzo Arese Jacini, risalente al XVI secolo. Attuale sede dell'Amministrazione Comunale ospita, oltre agli uffici Comunali, l'Istituto per la Storia dell'Arte Lombarda.
- Il Torrazzo
- Palazzina Carcano Cabiate
- Piazza Esedra
- Istituto di Storia dell'Arte Lombarda (ISAL)
- Centro di educazione ambientale "Alex Langer"

### Aree naturali
- Oasi LIPU di Cesano Maderno
- Parco delle Groane
- Parco Borromeo
- Parco Arese
- Parco del Lià

## Società

### Evoluzione demografica
Abitanti censiti

Curiosità: quantunque la popolazione italiana sia in diminuzione, quella di Cesano Maderno è tuttora in aumento. Cesano è uno dei comuni più popolosi della provincia di Monza e della Brianza, nonostante le ridotte dimensioni (11 km quadrati).

### Etnie e minoranze straniere
Secondo i dati ISTAT al 31 dicembre 2023 la popolazione straniera residente era di 4 516 persone, pari al 11,4% degli abitanti. Le nazionalità maggiormente rappresentate erano:
1. Romania, 790
2. Pakistan, 728
3. Ucraina, 443
4. Albania, 424
5. Marocco, 362
6. Egitto, 244
7. Perù, 164
8. Cina, 147
9. Ecuador, 128
10. Tunisia, 117

### Istituzioni, enti e associazioni
Cesano Maderno dal 1956 ha una Sezione degli scout laici CNGEI, la Sezione Scout CNGEI di Cesano Maderno, composta da tre gruppi ubicati nei Comuni di Cesano Maderno, Seveso e Limbiate.

## Cultura

### Istruzione
- Istituto di istruzione superiore "Ettore Majorana"
- Istituto di Istruzione superiore "Iris Versari"
- Istituto di Istruzione superiore "CIOFS/FP"
- Istituto di Istruzione superiore "S.A.C.A.I."

#### Biblioteche
La Biblioteca Civica "Vincenzo Pappalettera" di Cesano Maderno fa parte del Sistema Bibliotecario BrianzaBiblioteche.

## Geografia antropica
Nella parte meridionale si trova la frazione di Binzago. A sud-est, Cascina Gaeta, a sud-ovest la Sacra famiglia. A nord-est si trovano le frazioni di Molinello e Cassina Savina, verso Seveso e Seregno. A Ovest, sulla collina, troviamo il Villaggio Snia. La maggior parte del territorio è urbanizzato, con l'eccezione del Parco Borromeo e di gran parte della collina cui è presente una riserva naturale. È divisa a sud dal comune di Bovisio da una strada che localmente viene chiamata “Tangenzialina”, che da Desio giunge sino alla Nazionale dei Giovi, che presenta tracce di verde ai suoi lati. Inoltre verso Desio vi sono vari campi coltivati che dividono i due comuni, che andranno a sparire, causa la costruzione della Pedemontana. Mentre, verso Seregno e Seveso, c’è contiguità d’urbanizzazione. Cesano è inoltre sita sull'antica strada postale che metteva in comunicazione Como con Milano, chiamata "Comasina". Secondo le immagini di volo degli anni '50 del '900 è già attestata la variante che affianca i paesi di Bovisio e Cesano, per evitare il traffico di automobili all'interno dei due centri. Ad oggi a sostituzione di questa strada è stato creato intorno agli anni '60 il collegamento veloce tra Bruzzano e Meda, continuato poi fino a Camnago negli anni '70 e fino a Cermenate negli anni '90.

## Infrastrutture e trasporti

### Ferrovie
Cesano Maderno ha una propria stazione ferroviaria posta sulle linee Saronno-Seregno e Milano-Asso. Prima del 2011 Cesano Maderno aveva due stazioni ferroviarie: una era posta sulla Milano-Asso mentre l'altra era posta sulla Saronno-Seregno (era adibita solo al trasporto merci dal 1958 al 2012). Queste due stazioni sono state dismesse e sostituite dalla nuova.
La stazione è Gestita da FerrovieNord, la stazione è un punto di interscambio di molte linee: RE, R16, S2, S4, S9, S12, S16
Nel comune ci sono molte linee autobus con tempi di attesa tra 10 ai 30 minuti, le linee: Z111;Z114; Z115;Z116;Z117,Z150;Z163;Z205;Z209;Z250;Z251

## Amministrazione
| Periodo        | Periodo        | Primo cittadino            | Partito | Carica      | Note   |
| -------------- | -------------- | -------------------------- | --- | ----------- | ------ |
| maggio 1951    | maggio 1956    | Giovanni Donghi            | Democrazia Cristiana                                                                                         | Sindaco     |        |
| maggio 1956    | novembre 1960  | Mario Vaghi                | Democrazia Cristiana                                                                                         | Sindaco     |        |
| novembre 1960  | novembre 1964  | Mario Vaghi                | Democrazia Cristiana                                                                                         | Sindaco     |        |
| novembre 1964  | novembre 1967  | Mario Vaghi                | Democrazia Cristiana                                                                                         | Sindaco     | [ 13 ] |
| novembre 1967  | 1970           | Mario Lucchini             | Democrazia Cristiana                                                                                         | Sindaco     |        |
| 1970           | 1975           | Mario Lucchini             | Democrazia Cristiana                                                                                         | Sindaco     |        |
| 1975           | 1976           | Nevino Giacomini           | PCI, PSI, PSDI                                                                                               | Sindaco     |        |
| 1976           | novembre 1976  | Alfredo Sedda              | DC, PSDI, PRI                                                                                                | Sindaco     |        |
| novembre 1976  | settembre 1978 | Mario Vaghi                | DC, PSDI, PRI                                                                                                | Sindaco     |        |
| settembre 1978 | giugno 1980    | Ferruccio Crenna           | DC, PSDI, PRI                                                                                                | Sindaco     |        |
| giugno 1980    | maggio 1985    | Ferruccio Crenna           | DC, PSDI, PRI                                                                                                | Sindaco     |        |
| maggio 1985    | 1990           | Annibale Sivelli           | DC, PSI, PSDI, PRI                                                                                           | Sindaco     | [ 14 ] |
| 1990           | 1995           | Pietro Luigi (Gigi) Ponti  | DC, PCI | Sindaco     |        |
| 1995           | 1999           | Pietro Luigi (Gigi) Ponti  | PDS, Popolari per Cesano, Alleanza per Cesano (civica)                                                       | Sindaco     |        |
| 1999           | 2004           | Pietro Luigi (Gigi) Ponti  | Lista Gigi Ponti (civica), Democratici di Sinistra                                                           | Sindaco     |        |
| 2004           | 22 giugno 2009 | Paolo Vaghi                | Lista Gigi Ponti (civica), DS, Alleanza Riformista                                                           | Sindaco     |        |
| 23 giugno 2009 | 24 giugno 2011 | Marina Romanò              | PdL, Lega Nord, Siamo noi - Voci e volti nuovi (civica), DC                                                  | Sindaco     | [ 15 ] |
| 28 giugno 2011 | 6 maggio 2012  | Adriana Sabato             | | Comm. pref. |        |
| 7 maggio 2012  | 24 giugno 2017 | Pietro Luigi (Gigi) Ponti  | PD, ViviCesano (civica), Alleanze Civiche (civica), UDC, SEL, IDV                                            | Sindaco     |        |
| 25 giugno 2017 | 27 giugno 2022 | Maurilio Ildefonso Longhin | PD, ViviCesano (civica), Alleanze Civiche (civica), UDC                                                      | Sindaco     |        |
| 28 giugno 2022 | in carica      | Gianpiero Bocca            | PD, ViviCesano (civica), Alleanze Civiche (civica), Passione Civica (civica), Pensiero Indipendente (civica) | Sindaco     |        |

### Gemellaggi
- Valençay
- Černivci
- Campomaggiore
- Zall Bastar

## Sport
A Cesano Maderno hanno sede la squadre di calcio A.C. Cesano Maderno, DBC Db Calcio Cesano Maderno e A.S.D. Molinello, tutte militanti in Seconda Categoria